# 布赖地区
布赖地区（法語：pays de Bray，法語發音：[pe.i də bʁɛ]）是法国西北部的一个传统地区，横跨滨海塞纳省和瓦兹省，构成了一条从隆迪尼耶尔到博韦的长约八十公里，宽十几公里的地带。布赖地区由背斜侵蚀形成，是一个树篱田地区，其特征是黏性土壤，滋养了用以养殖奶牛的草原。布赖地区位于滨海塞纳省的部分称作“诺曼底布赖”（Bray normand），位于瓦兹省的部分在历史上属于博韦西行省（Beauvaisis），称作“皮卡第布赖”（Bray picard） 。

## 布赖地区的市镇
诺曼底布赖（Bray normand）由7个县的120个市镇组成。皮卡第布赖（Bray Picard）涵盖了几个位于博韦以西的县。